# Shehan Karunatilaka
Shehan Karunatilaka (en singhalais : ෂෙහාන් කරුණාතිලක, en tamoul : சேகன் கருணாதிலக), né en 1975 à Galle au Sri Lanka, est un écrivain sri-lankais anglophone, lauréat du prix Booker 2022 pour son roman The Seven Moons of Maali Almeida.

## Biographie
Shehan Karunatilaka est né à Galle et a grandi à Colombo, au Sri Lanka. Il fait ses études en Nouvelle-Zélande, travaille successivement à Londres, au Sri Lanka, à Singapour, ou encore à Sydney et Amsterdam. Pendant son adolescence, il faisait l'école buissonnière pour se réfugier dans les bibliothèques et magasins de disques avec l'ambition de jouer dans un groupe de rock alternatif , rêve qu'il réalise quelque temps en devenant bassiste du groupe Independence Square.
Dans un entretien publié par l'hebdomadaire américain The Nation, Karunatilaka a cité les auteurs qui l'ont le plus influencé : « Kurt Vonnegut, William Goldman, Salman Rushdie, Michael Ondaatje, Agatha Christie, Stephen King, Neil Gaiman, Tom Robbins et quelques centaines d'autres. »
Il est l'auteur de plusieurs romans, dont Chinaman : The Legend of Pradeep Mathew (2010), qui a remporté le Commonwealth book prize, le DSC Prize et le Gratiaen Prize.
Son roman The Seven Moons of Maali Almeida, prix Booker 2022, relate avec un humour noir une affaire de meurtre qui se déroule à Colombo dans les années 1990 sur fond de guerre civile.
Karunatilaka est le deuxième Sri-Lankais à recevoir le Booker, après Michael Ondaatje en 1992. Le montant de la récompense est de 50 000 livres sterling, soit environ 60 000 euros.

## Publications
- Chinaman : The Legend of Pradeep Mathew (2010), roman
- Please Don’t Put That In Your Mouth (2019), livre pour enfants
- Chats with the Dead (2020), roman
- Les Sept Lunes de Maali Almeida, Calmann-Lévy, 2024 ((en) The Seven Moons of Maali Almeida, 2022), roman, trad. Xavier Gros